# Martin Kaymer
Martin Kaymer (født 28. december 1984 i Düsseldorf, Vesttyskland) er en tysk golfspiller, der (pr. oktober 2010) står noteret for syv Europa Tour-sejre gennem sin professionelle karriere. Hans bedste resultat i en Major-turnering er hans sejr ved US PGA Championship i 2010.
Kaymer blev i 2010, 2012, 2014 og 2016 udtaget til det europæiske hold ved Ryder Cup.

## Turneringssejre
- 2008: Abu Dhabi Golf Championship
- 2008: BMW International Open
- 2009: Open de France ALSTOM
- 2009: Barclays Scottish Open
- 2010: Abu Dhabi Golf Championship
- 2010: US PGA Championship
- 2010: KLM Open